# Bataille de Pont-Charrault
Vous lisez un « bon article » labellisé en 2024.
Guerre de Vendée
Batailles
La bataille de Pont-Charrault, aussi appelée bataille du pont de Gravereau ou bataille de la Guérinière, a lieu le 19 mars 1793, au début de la guerre de Vendée. Elle oppose les insurgés vendéens menés par Charles de Royrand à une colonne républicaine commandée par le général Louis de Marcé. 
Retenu par l'historiographie sous le nom de « bataille de Pont-Charrault » à cause d'imprécisions dans les comptes rendus républicains initiaux, le combat se déroule en réalité dans le vallon de la Guérinière, près des ponts de Gravereau et de Basse-Rivière, entre les communes de L'Oie et de Saint-Vincent-Sterlanges.
Venues de Rochefort et La Rochelle pour réprimer l'insurrection, les troupes républicaines sont ralenties à cet endroit par la destruction des deux ponts et se laissent surprendre à la tombée de la nuit par l'attaque des insurgés. Après trois heures de combats, les patriotes cèdent à la panique et refluent en désordre sur La Rochelle en laissant plusieurs centaines d'hommes sur le terrain.
Lors de cette journée, les paysans insurgés contre la levée en masse infligent aux républicains leur plus lourde défaite depuis le début de la révolte. La nouvelle porte jusqu'à Paris et provoque la stupéfaction des députés de la Convention nationale, qui pensent être confrontés à un vaste complot. Accusé de trahison, le général Marcé est condamné à mort par le tribunal révolutionnaire et guillotiné à Paris.
Le retentissement est tel qu'après cette bataille, livrée en plein cœur du département de la Vendée, l'insurrection dans l'Ouest prend la dénomination de « guerre de la Vendée » et les révoltés des différents départements insurgés commencent à être désignés génériquement par le nom de « Vendéens ».

## Prélude

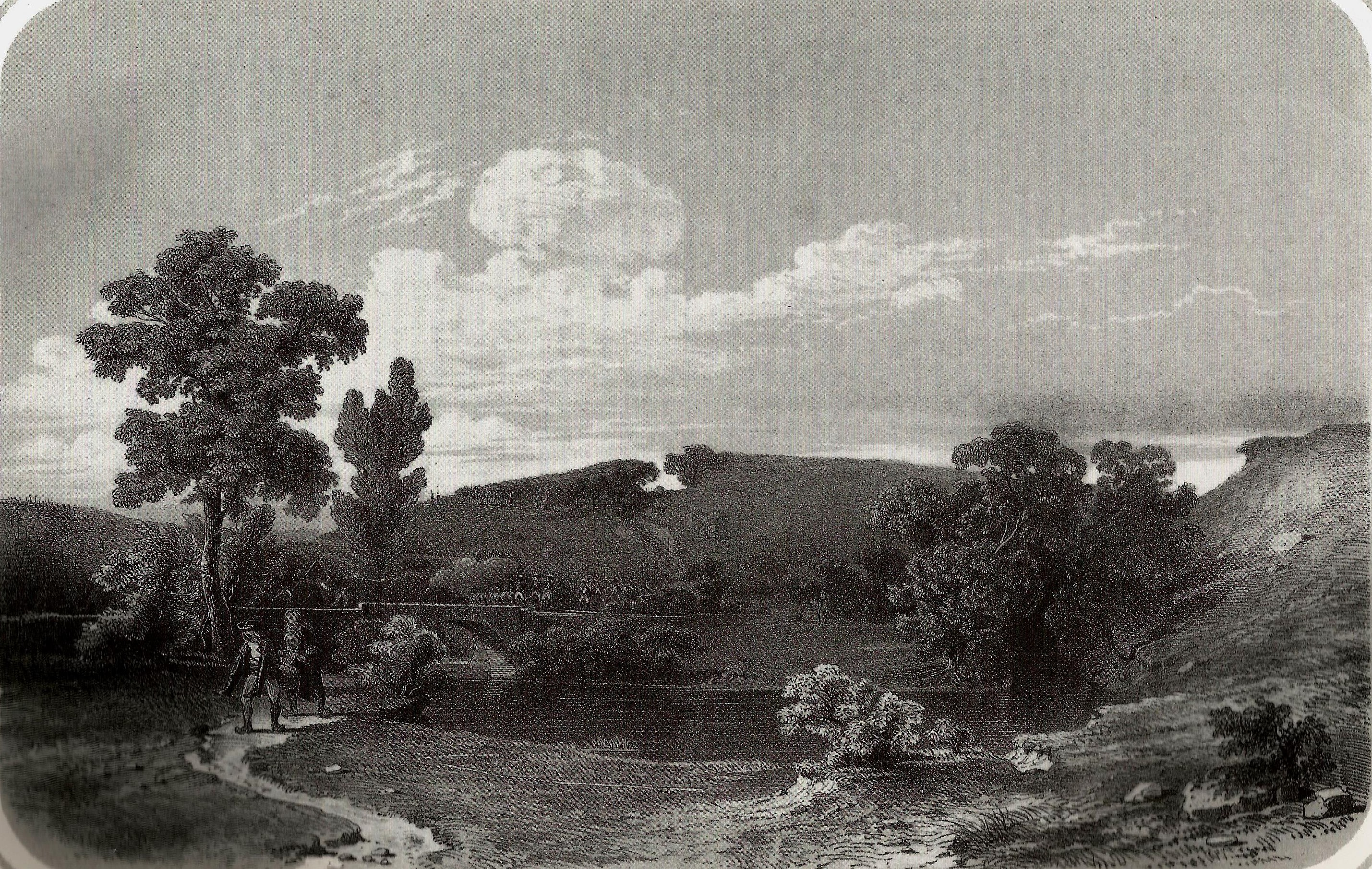
Le Pont-Charron, gravure de Thomas Drake, vers 1850.

Au début du mois de mars 1793, l'application de la levée en masse provoque l'insurrection d'une douzaine de départements dans l'ouest de la France. Dans l'est du département de la Vendée, la révolte commence par la prise de Tiffauges et le désarmement de sa garde nationale le 12 mars. Le 13, les insurgés s'emparent des Herbiers et de Montaigu, où environ 50 à 60 gardes nationaux et administrateurs patriotes sont massacrés,. Le même jour, la garde nationale de Fontenay-le-Comte est mise en déroute au carrefour des Quatre-chemins, à L'Oie, au sud de Saint-Fulgent et se replie sur Sainte-Hermine en laissant entre 25 et 30 tués. Rapidement, les paysans prennent pour chefs des nobles, en raison de leur expérience militaire, comme Charles de Royrand, Louis Sapinaud de La Verrie et Charles Sapinaud de La Rairie. La plupart montrent cependant peu d'enthousiasme pour une insurrection qu'ils pensent vouée à l'échec et sont entraînés de force,.
À La Rochelle, au sud du territoire insurgé, la 12e division militaire est sous le commandement du général de division Marc-Antoine Malleret de Verteuil, qui est secondé par les colonels Henri de Boulard et Esprit Baudry d'Asson. Le 12 mars, en réponse à un appel à l'aide lancé par les districts des Sables-d'Olonne et de Challans, Verteuil annonce l'envoi de renforts,,. Le 13 mars, le général de division Louis de Marcé arrive à La Rochelle avec 900 hommes rassemblés à Rochefort. Dans un premier temps, Verteuil semble avoir eu le projet de secourir les Sables, mais dans la nuit du 13 au 14 mars, il reçoit un courrier de Sainte-Hermine avertissant que la route de Nantes est barrée par les rebelles, estimés à près de 10 000, et que les ponts au nord de Chantonnay ont été coupés. L'objectif initial est alors modifié, à la demande ou avec l'accord du représentant en mission Joseph Niou,. Le 14 mars, le général Marcé sort de La Rochelle avec une colonne de 1 100 à 1 200 hommes et quatre canons, et s'engage sur la route de Nantes,,.

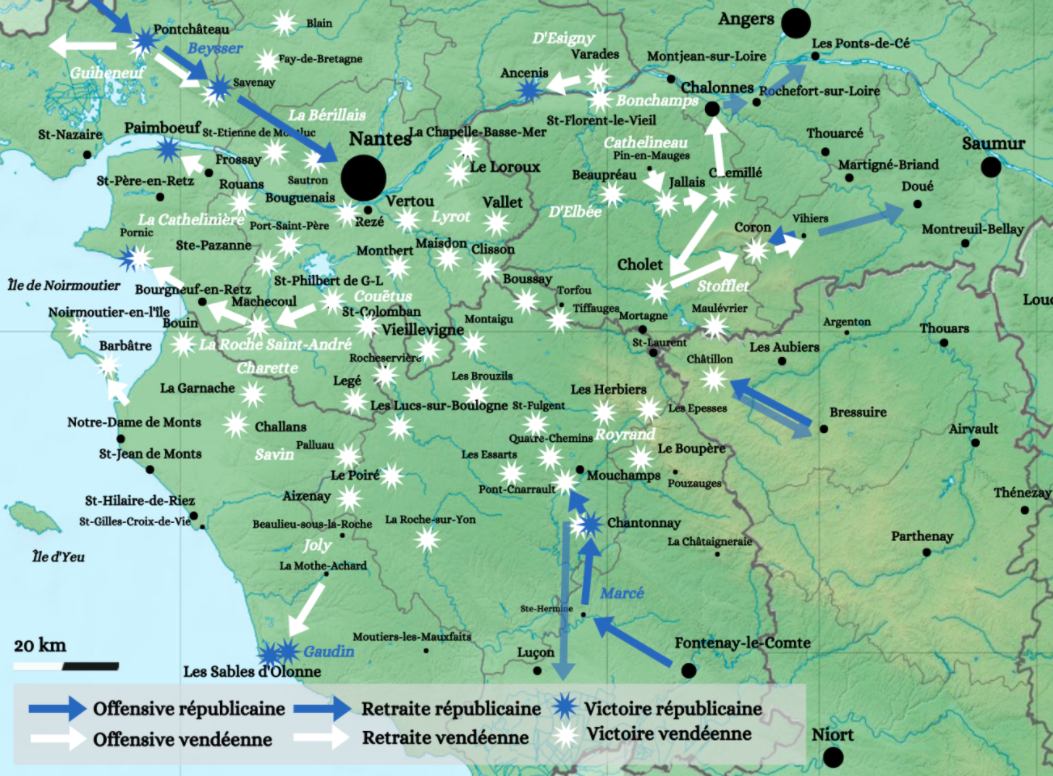
Carte de l'insurrection vendéenne en mars 1793.

Le 15 mars, les insurgés prennent Chantonnay après un combat contre les gardes nationaux de Fontenay,,,. Le 16, Marcé arrive à Sainte-Hermine,. Le 17, il reprend le bourg de Chantonnay avec une avant-garde de 500 hommes,. Les Vendéens se replient alors sur L'Oie,, en laissant derrière eux 40 morts,, et trois canons,. Marcé reçoit des renforts le même jour et annonce son intention de poursuivre sa marche jusqu'à Nantes,,.
Le 18 mars, la commission civile de Sainte-Hermine réquisitionne des chevaux et des chariots pour approvisionner la colonne en nourriture,.

## Forces en présence

### Armée républicaine
Lorsque la colonne de Marcé quitte La Rochelle le 14 mars, elle ne compte qu'un peu plus d'un millier de combattants : soit 400 hommes tirés des 2e, 3e et 4e bataillons de volontaires de la Charente-Inférieure, 500 hommes de la garde nationale de Rochefort-sur-Mer dont 100 cavaliers, 150 hommes de la garde nationale de La Rochelle, 140 hommes du 4e régiment d'infanterie de marine, 50 hommes du 60e régiment d'infanterie, un peloton de la gendarmerie et quelques canonniers avec quatre pièces de campagne. La colonne est cependant renforcée en cours de route par plusieurs centaines de gardes nationaux, venus notamment de Surgères, Chaillé-les-Marais, Luçon, Marans, et peut-être de Niort et Saintes, avec quatre canons. La plupart des combattants sont sans expérience du combat et certains manquent de munitions,. Au total, Marcé déclare disposer de 2 000 hommes lorsqu'il entre dans le territoire insurgé. Verteuil, dans son rapport du 21 mars au ministre de la guerre, évoque 2 400 hommes avec neuf canons. Deschamps, commissaire du département des Deux-Sèvres, annonce 3 500 hommes le 18 mars,. Les représentants en mission Niou et Trullard font quant à eux état de 2 300 hommes avec huit canons dans leur rapport à la Convention nationale,. Ce dernier nombre est retenu par les historiens Jean-Clément Martin, Alain Gérard,,, Roger Dupuy et Claudy Valin.

### Armée vendéenne
Les insurgés de l'est du département de la Vendée sont les premiers à adopter une organisation militaire. Dès le mois de mars, ils forment un rassemblement qui prend le nom d'« Armée catholique » ou d'« Armée Catholique-Royale ». Charles de Royrand est désigné comme général en chef. Parmi les autres commandants figurent Louis Sapinaud de La Verrie, Charles Sapinaud de La Rairie, Jean-Félix Clabat du Chillou, les frères Auguste et Amédée de Béjarry, Gabriel Baudry d'Asson, Aimé de Vaugirard, Jacques-Alexis de Verteuil et Mathieu de Verteuil,. 
Entre le 16 et le 19 mars, 5 000 à 6 000 insurgés se rassemblent au camp de L'Oie, armés de fusils, de piques et de faux,,,. À cette occasion, les bandes de la région de La Roche-sur-Yon, menées par William Bulkeley, Céleste Bulkeley et Charles-François de Chouppes, viennent se joindre à l'armée de Royrand,.

## Déroulement

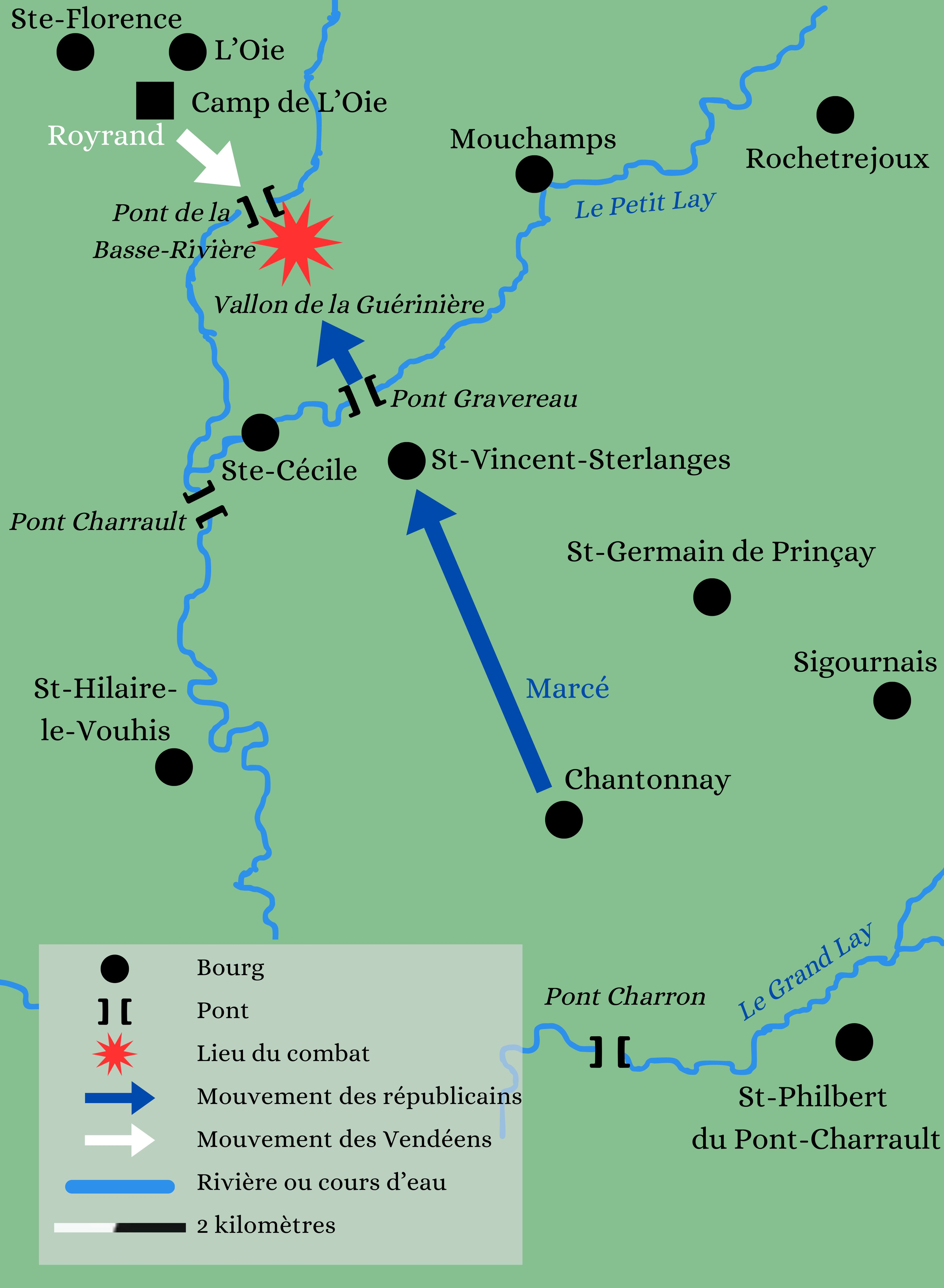
Carte de la bataille de Pont-Charrault.

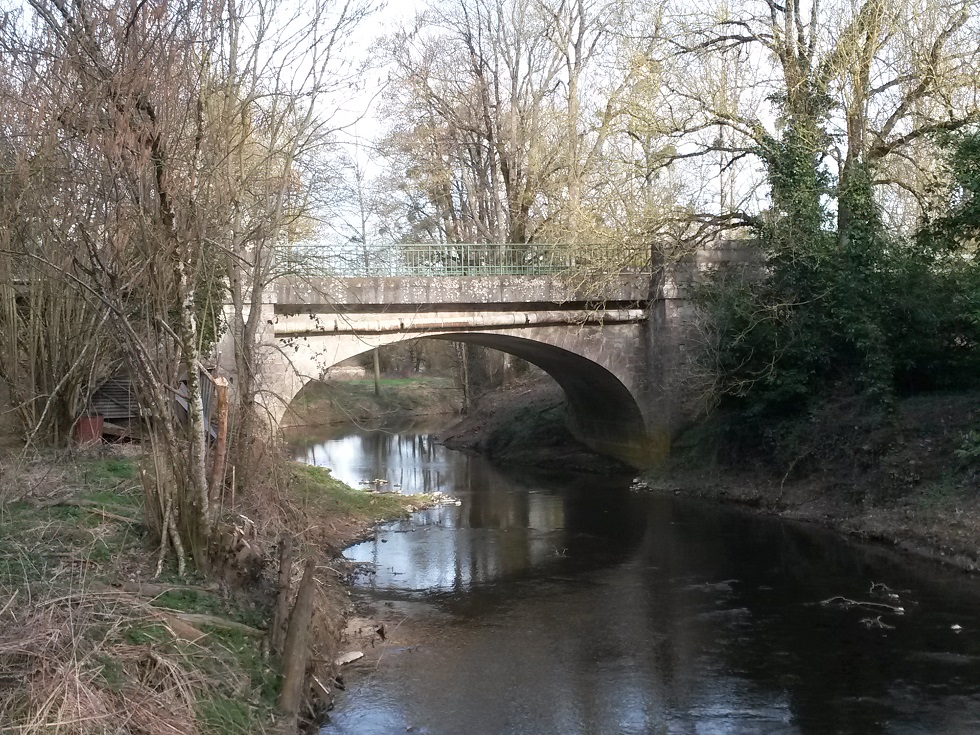
Vue en 2017 du pont de Gravereau sur le Petit Lay.

Bien que généralement désigné sous le nom de « bataille de Pont-Charrault » à cause d'imprécisions dans les comptes rendus républicains initiaux, le combat se déroule au nord de Saint-Vincent-Sterlanges, dans le vallon de la Guérinière, entre le pont Gravereau sur le Petit Lay, au sud, et le pont de la Basse-Rivière sur le Vendronneau, au nord,,.
Le 19 mars, les républicains commencent à se mettre en mouvement mais ils trouvent le pont Gravereau coupé et infranchissable,,,. À 7 h, les 200 hommes de l'avant-garde cantonnée à Saint-Vincent-Sterlanges, sous les ordres de l'adjudant-général Frésat, commencent les travaux pour rétablir le passage. À 12 h 30, Marcé sort de Chantonnay avec le gros de sa colonne,. Les représentants en mission Niou et Trullard l'accompagnent,. Les conditions climatiques sont difficiles : le temps est froid, pluvieux, et venteux. Après avoir dépassé Saint-Vincent-Sterlanges, Marcé rejoint son avant-garde vers 14 h. Mais une fois le pont Gravereau franchi, les républicains trouvent le pont de la Basse-Rivière coupé à son tour,,. Le temps d'effectuer les travaux nécessaires, les soldats patientent en file dans le vallon de la Guérinière,,.
Vers 15 ou 16 h,, alors que les réparations sur le second pont sont presque achevées,, une troupe est signalée au nord, du côté de Saint-Fulgent,. Les républicains hésitent. Certains pensent à une attaque ennemie, mais d'autres croient reconnaître le chant de La Marseillaise et pensent que des renforts patriotes arrivent de Nantes,,. Sur l'ordre des représentants, une trompette et un ou deux aides de camp sont envoyés en reconnaissance,,. Deux heures se passent encore dans l'inaction,,. Marcé entreprend même de faire bivouaquer ses troupes,,. Les émissaires reviennent ensuite pour lancer l'alerte, mais trop tard, les Vendéens sont sur leurs talons et lancent l'attaque,. Les paroles chantées étaient celles de La Marseillaise des Blancs,,.

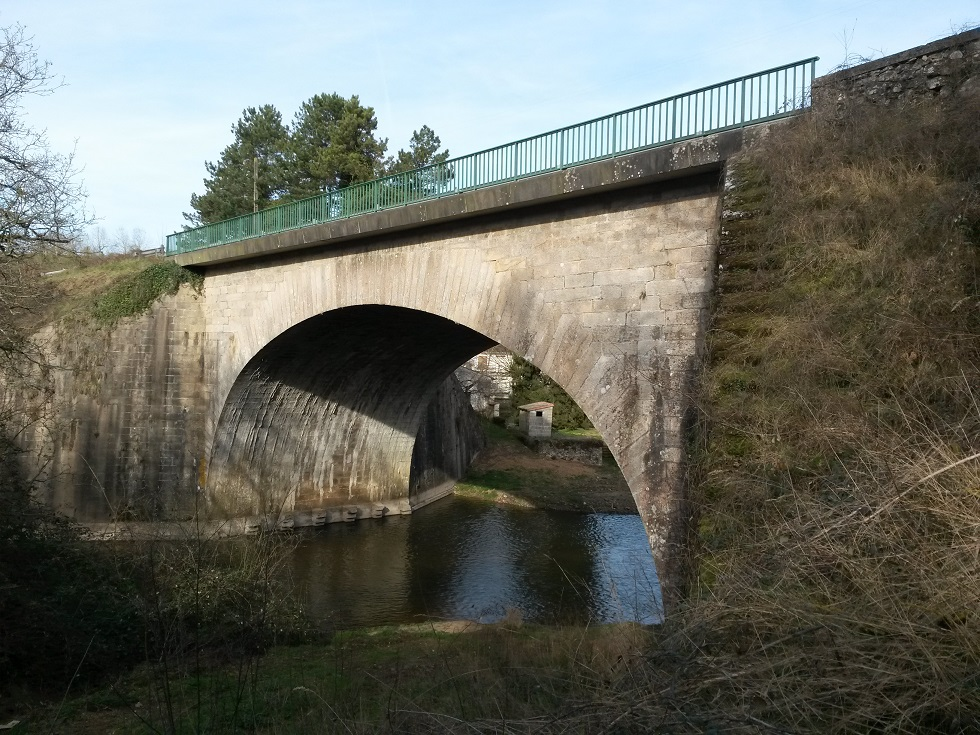
Vue en 2017 du Pont-Charron, sur le Grand Lay.

Le combat s'engage vers 18 ou 19 h,, peu de temps avant la tombée de la nuit,,. Les Vendéens prennent position dans les bois et sur les hauteurs, depuis lesquels ils ouvrent le feu. Après les premières salves, les combats tournent au corps-à-corps. Sur l'aile gauche, les gardes nationaux cèdent à la panique, qui se communique rapidement à toute l'armée,,,,. D'après le colonel Henri de Boulard, les bataillons « avaient tellement perdu la tête, qu'ils voyaient des ennemis partout où il n'y en avait point »,. Au bout des trois heures de combats, les républicains sont mis en complète déroute,. 
Les fuyards traversent Saint-Vincent-Sterlanges et Chantonnay, puis atteignent Sainte-Hermine entre 3 et 4 h du matin,,. Les représentants Niou et Trullard y sont rejoints par leurs collègues Pierre-Jean-Baptiste Auguis et Jean-Louis Carra, venus de Fontenay-le-Comte,. Marcé arrive à Sainte-Hermine à 6 h et est aussitôt destitué par les représentants en mission,. Les officiers ne parviennent pas à rallier leurs hommes et la fuite reprend le lendemain matin, pour ne s'arrêter qu'à La Rochelle,. Les premiers fuyards atteignent la ville le 20 mars à 5 h. Les quatre représentants en mission arrivent vers 20 ou 21 h,. Marcé les suit de peu et est parmi les derniers à rentrer,. D'autres soldats refluent sur Niort.

## Pertes
Le bilan humain n'est pas connu avec précision, aucun état officiel n'est dressé et les registres de décès des communes situées dans le périmètre des combats ont disparu. Du côté des républicains, le député suppléant Jean-Baptiste Martineau annonce 300 morts dans une lettre adressée le 21 mars à son collègue Jean-François Goupilleau, député à la Convention nationale,, Amédée de Béjarry donne d'après les notes de son grand-père Amédée-François-Paul de Béjarry, un bilan de 400 à 500 morts et de 200 à 300 prisonniers,. Les historiens Auguste Billaud, Yves Gras et Émile Gabory évoquent quant à eux 500 morts,,. Les républicains laissent également aux mains des insurgés un canon, un grand nombre de fusils, 2 400 cartouches et un millier de livres de poudre.
Du côté des Vendéens, Amédée de Béjarry donne un bilan de seulement six tués et 20 à 30 blessés d'après les déclarations d'un chef insurgé, Dominique Ussault. Le député suppléant Martineau rapporte quant à lui que les pertes des insurgés seraient de « plus de moitié » de celles des républicains. L'historien Yves Gras évoque 250 tués.

## Conséquences

### Massacres de La Rochelle
À La Rochelle, l'annonce de la défaite provoque une stupéfaction générale parmi la population et la peur des « brigands » se propage. Le 21 mars, quatre prêtres réfractaires originaires des environs de Bressuire et incarcérés depuis octobre 1792, sont sortis de la prison de l'hôtel de ville pour être transférés à l'île de Ré,,. Mais, en chemin, ils sont massacrés par une foule de 200 à 300 personnes et leurs corps sont décapités, émasculés ou dépecés,,,. Le lendemain, deux religieux de Saint-Laurent-sur-Sèvre sont débarqués à La Rochelle par un navire venu des Sables-d'Olonne et subissent le même sort,,.

### Destitution et exécution du général Marcé

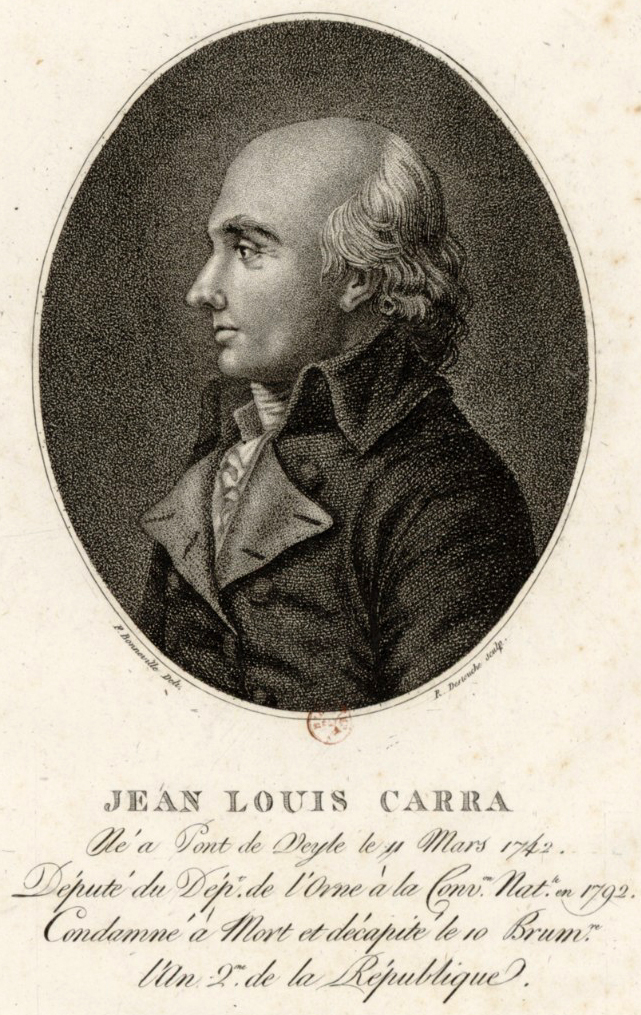
Portrait de Jean-Louis Carra, gravure de François Bonneville, 1797, Bibliothèque nationale de France.

Après avoir été destitué, le général Marcé est arrêté le soir du 20 mars et incarcéré à l'hôtel de ville de La Rochelle sur ordre des représentants en mission,,. Il est remplacé par son second, le colonel Henri de Boulard, du 60e régiment d'infanterie,,,. 
Le 21 mars, Niou et Trullard rédigent leur rapport et rejettent la responsabilité de la défaite sur le général Marcé, qu'ils accusent d'inaction,,,. Dans ce rapport, Niou affirme avoir conseillé à Marcé de quitter la position occupée par les républicains avant l'attaque des Vendéens,,,. Cependant, la version des représentants est contredite par Boulard qui, dans son rapport rédigé le 21 mars pour le ministre de la Guerre et dans sa déposition du 22 mars devant les commissaires du district et de la commune de La Rochelle, affirme que le représentant en mission a cru en l'arrivée de renforts patriotes et a défendu d'ouvrir le feu,,,. Le général Marcé livre le même récit lors de son interrogatoire.
Niou et Trullard se bornent à parler d'une défaite « bien étrange et bien cruelle », mais les représentants Auguis et Carra vont plus loin. Ayant assisté à la déroute des troupes alors qu'ils étaient à Sainte-Hermine,,, ces derniers accusent Marcé de « la plus lâche impéritie » ou de « la plus lâche trahison »,,. Ils font également arrêter son fils aîné, âgé de 18 ans, en affirmant avoir de bonnes raisons de croire qu'ils ont tous deux trempé dans le complot du marquis de La Rouërie,,,. Enfin, le 6 avril, Auguis et Carra font un rapprochement avec la trahison en Belgique du général Dumouriez, à la suite de la bataille de Neerwinden,,. Ils rappellent que Dumouriez a servi comme maréchal de camp en Vendée en 1791 et 1792, et concluent : « La trahison du ci-devant général Marcé à Saint-Vincent, le 19 du mois dernier, a eu lieu le même jour, 19, que la trahison de l'infâme Dumouriez à Neerwinde. […] Aussi, plus de doute sur un complot général : Marcé et Dumouriez étaient d'accord,,,. »
Dans un climat de suspicion envers les aristocrates, Auguis et Carra, après avoir appris qu'un des chefs insurgés se nomme Verteuil, en déduisent qu'il doit s'agir du fils de Marc-Antoine Malleret de Verteuil, le commandant en chef de la place de La Rochelle, et envisagent également de le destituer,,. Cependant la parenté entre le général républicain et le chef insurgé s'avère être assez lointaine et Verteuil demeure à son poste encore trois mois.
La nouvelle de la déroute du Pont-Charrault arrive à Paris le 23 mars et provoque la stupeur des députés de la Convention nationale, qui jugent incompréhensible la défaite de troupes de ligne face à des paysans et ne l'expliquent que par une trahison. Les montagnards se saisissent de l'événement pour accuser les girondins de modérantisme et d'incompétence. Le député girondin Lecointe-Puyraveau évoque une conspiration anglaise. Le montagnard Tallien déclare que le général Marcé ne peut être qu'« un imbécile ou un traître ». Barère demande que Marcé soit jugé par une cour martiale à La Rochelle, mais Robespierre intervient et insiste pour que le général passe en jugement à Paris, devant le tribunal révolutionnaire. Le 11 mai, la Société des amis de la liberté et de l'égalité de La Rochelle adresse également une dénonciation au tribunal révolutionnaire de Paris : « Le traître Marcé a sacrifié les troupes de la République. […] Deux mois ont passé depuis sa trahison et il respire encore ! Enfin le tribunal révolutionnaire doit le juger, et, pour l'intérêt de la Révolution, pour l'intérêt de la justice nationale, nous espérons que sa punition sera terrible. »
Marcé est écroué en mai à la prison de l'Abbaye. Il est traduit devant le tribunal révolutionnaire le 26 juillet 1793 et mis en jugement le 28 janvier 1794. Le général tente de se défendre en assurant que la défaite n'est que le résultat malheureux de la panique d'un bataillon. Mais, dans son réquisitoire, Fouquier-Tinville accuse le général d'avoir « méchamment et à dessein, trahi les intérêts de la République […] en favorisant le progrès des armes des brigands sur son territoire »,. Le tribunal porte quant à lui dans son jugement des griefs de trahison, de négligence et d'indignité en reprochant à l'officier de ne pas avoir ordonné « une retraite devenue nécessaire » et d'avoir abandonné « par une fuite lâche et criminelle, les troupes en désordre et l'artillerie exposée ; ce qui a fait perdre à la République de généreux défenseurs et a procuré aux révoltés des progrès monstrueux ». Condamné à mort, Marcé est guillotiné le 29 janvier 1794,.
La thèse du complot n'est pas retenue par les historiens,. Ainsi, pour Jean-Clément Martin, « aussi grave qu'il a pu être, l'échec de Marcé est simplement dû à la médiocrité des moyens militaires des révolutionnaires et à leur manque de volonté. Les troupes de ligne dont dispose la région qui s'étend de Nantes à La Rochelle sont peu nombreuses. L'obsession d'un débarquement anglais sur les côtes oblige le stationnement permanent de troupes dans les ports, ainsi que dans les îles, qui commandent la côte. »

### Début de la «guerre de Vendée»

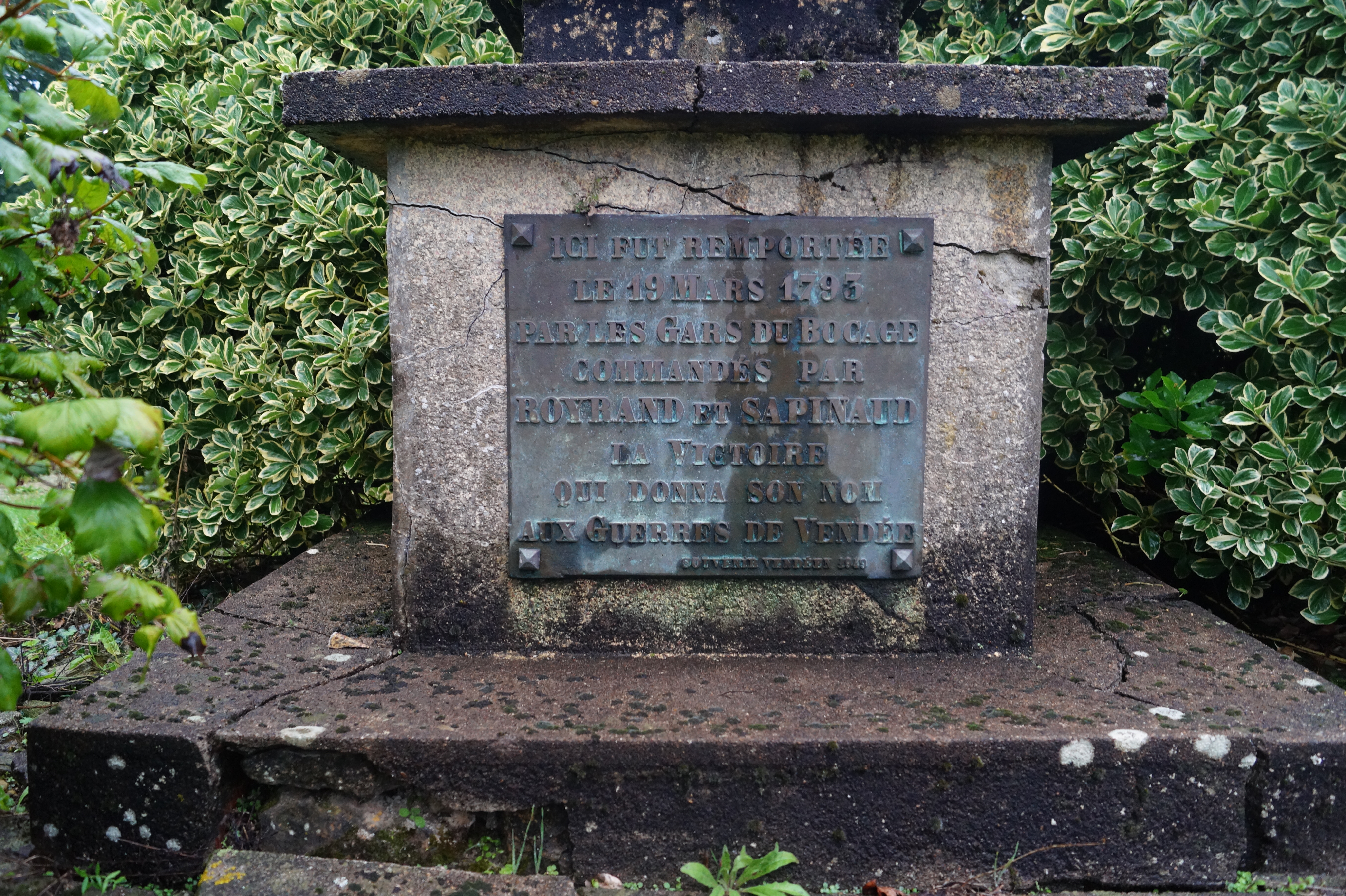
Vue en 2015 de la plaque sous la croix commémorative élevée à L'Oie par le Souvenir vendéen.

Début avril 1793, les républicains viennent à bout de l'insurrection en Bretagne et dans le Maine. Cependant, les insurgés contrôlent toujours un territoire constitué du sud du département de la Loire-Inférieure, du sud-ouest du département de Maine-et-Loire, du nord-ouest du département des Deux-Sèvres et du nord du département de la Vendée. Les historiens donnent à ce territoire l'appellation de « Vendée militaire » afin de le distinguer du département.
Après la bataille de Pont-Charrault, livrée en plein cœur du département de la Vendée, tous les insurgés de l'Ouest commencent à être qualifiés de « Vendéens » et le conflit devient la « guerre de Vendée », alors que l'insurrection concerne pourtant de nombreux autres départements,,. Selon l'historien Jean-Clément Martin, « la Vendée est née de la dénomination de « guerre » à propos de la bataille perdue le 19 mars 1793 au milieu du département de la Vendée ». Après cette bataille, « la formule « les rebelles du département de la Vendée et autres circonvoisins » est consacrée par son usage dans les débats qui suivent, attribuant à la Vendée seule, c'est-à-dire à ses administrateurs considérés comme incapables, la responsabilité de la guerre civile. La « guerre de Vendée » trouve son origine dans cette lecture, acceptée bien évidemment par les administrateurs des départements environnants qui peuvent insister sur leurs qualités républicaines. En juillet et en août 1793, les patriotes du département de la Vendée s'adresseront à la Convention pour que la dénomination de la guerre change et ne les stigmatise pas. En vain. […] Dans la compétition qui s'engage entre les départements de l'Ouest pour désigner ceux qui sont les meilleurs républicains, les Deux-Sèvres mettent en valeur leur propre vigilance contre les royalistes, comme le Maine-et-Loire et la Loire-Inférieure, qui laissent, tous, la guerre s'appeler « de Vendée ». N'en déplaise donc à ses administrateurs, la Vendée est ainsi devenue, en quelques jours, terre de subversion, d'autant plus qu'elle est amalgamée avec les complots contre-révolutionnaires. »